# Otto Potzernheim

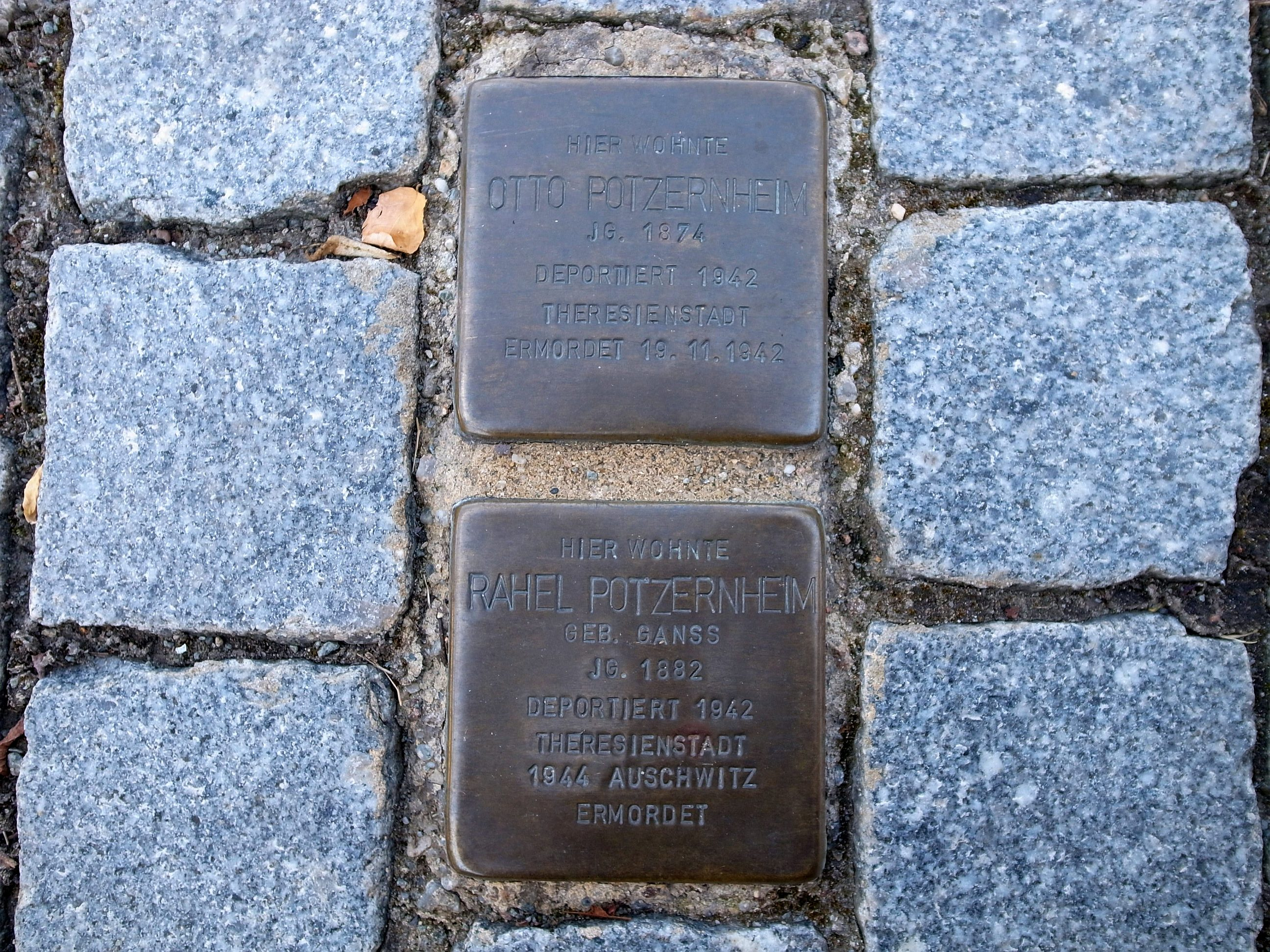
Stolpersteine für Rachel und Otto Potzernheim

Otto Potzernheim (* 25. Mai 1874 in Fürstenberg/Havel; † 19. November 1942 im KZ Theresienstadt) war ein Opfer des Holocaust. Er wirkte in Dessau als letzter Vorsteher der jüdischen Gemeinde, welche seit dem 17. Jahrhundert existierte.

## Leben

### Herkunft und Familie
Potzernheim war Sohn des jüdischen Pferdehändlers und Synagogenvorstehers Julius Potzernheim und dessen Ehefrau Elise, geb. Wolffenstein. Er hatte mindestens zwei Schwestern, Sofie (1889–1942) und Hedwig (1884–1942). Die Familie derer von Potzernheim wirkte schon lange in prominenten Positionen in Fürstenberg und galt dort als eine der ersten jüdischen Familien, die sich dort ansiedelten. Aufgrund der Industrialisierung zogen aber immer mehr Mitglieder der Familie in größere Städte, wie auch Otto, welcher nach Dessau umzog. Potzernheim heiratete Rahel, geb. Ganß (1882–unbekannt), welche aus der prominenten Familie der von Ganß stammte. Im Jahre 1903 hatten sie einen Sohn, Julius, der im KZ Neuengamme ermordet wurde.

### Karriere
Im Jahre 1904 entschloss sich Potzernheim dazu, nach Dessau zu ziehen. In Dessau führte er zusammen mit seinem Bruder Max Potzernheim einen Warengroßhandel für Seifen und Textilwaren, bis sich Max im Jahre 1907 selbstständig machte. Im Jahre 1914 half er, den jüdischen Friedhof in Fürstenberg zu restaurieren. Nach Beginn des Ersten Weltkriegs diente er von 1914 bis 1918 in der deutschen Armee und erhielt zahlreiche Auszeichnungen. Das Geschäft befand sich im Jahre 1928 in der heutigen Kurzen Gasse. In Dessau war Potzernheim auch Mitglied zahlreicher Verbände, unter anderem im Vorstand und Beerdigungsverein der jüdischen Gemeinde Dessaus. Nach der Machtergreifung der Nationalsozialisten wurde er 1939 von der Gestapo als letzter Vorsteher der jüdischen Gemeinde eingesetzt. Von der Gestapo streng kontrolliert, musste er die Deportation der noch verbliebenen Gemeindemitglieder verwalten. Den engen Handlungsraum, der ihm gelassen wurde, nutzte er zur Milderung von Leid und Not und zur Wahrung der Interessen der Gemeindemitglieder.
Mit einem Sammeltransport wurden Portzernheim, seine Frau und zahlreiche andere Bewohner Dessaus am 18. November 1942 nach Theresienstadt deportiert. Schon am nächsten Tag verstarb er. Im Jahr 2007 wurden die ersten Stolpersteine in Dessau verlegt, darunter auch für Otto und Rahel.